# Пам'ятники Золочева (Харківська область)
Пам'ятники Золочева — об'єкти монументального мистецтва, встановлені у різні роки, що розташовані на території селища міського типу Золочева Харківської області.
| Назва                                             | Дата встановлення | Розташування                   | Фото | Короткі відомості |
| Меморіал жертвам другої світової війни            |                   | Парк ім. Шевченка              |      | Меморіальний комплекс учасників Другої світової війни, вихідців із Золочівщини. |
| Меморіал пам'яті                                  | 2002 рік          | Площа Слобожанська             |      | Меморіальний комплекс пам'яті золочівцям, які пішли в небуття, від вдячних жителів району та за участю Харківського Центру «Голокост» на честь 325 річчя заснування Золочева                               |
| Пам'ятник жертвам голодомору                      | 2008 рік          | Парк ім. Шевченка              |      | Пам'ятник жертвам голодомору 1932-1933 рр. |
| Пам'ятник засновникам міста                       | 2010 рік          | Площа Слобожанська             |      | Пам'ятник козакам — засновникам Золочева! Пам'ятник встановлено силами Золочівської козачої сотні. |
|                                                   |                   |                                |      | |
| Пам'ятник Тарасу Шевченку                         | 1964 рік          | Парк ім. Шевченка              |      | Пам'ятник українському письменнику Тарасу Шевченко. |
| Пам'ятник-могила Коника Я.Д. та червоногвардійців |                   | Парк ім. Шевченка              |      | Пам'ятник-могила першого голови золочівського волосного виконавчого комітету ради робітничих та селянських депутатів Коника Якова Даниловича та воїни-червоноармійці часів громадянської війни.            |
| Половецька баба                                   |                   | Сквер коло краєзнавчого музею. |      | Половецька баба |
| Танк                                              |                   |                                |      | Танк встановлений на честь воїнам-танкістам 18 танкового корпусу 5 гвардійської танкової армії, що віддали свої життя за визволення селища Золочіввід німецько-фашистських загарбників в серпні 1943 року. |